# TARDIS
Die TARDIS ist eine fiktive Raum-Zeit-Maschine aus der britischen Science-Fiction-Fernsehserie Doctor Who. Der Name ist ein Akronym und steht für Time And Relative Dimension(s) In Space (Zeit und relative Dimension(en) im Raum). In der deutschen Synchronisation wird für TARDIS mitunter (bspw. im Fernsehfilm von 1996) das Backronym „Trips aufgrund relativer Dimensionen im Sternenzelt“ verwendet. Das Wort Tardis stammt aus dem Lateinischen und bedeutet langsam.
Als TARDIS wird in der Serie ein ganzer Raum-Zeit-Maschinentyp bezeichnet, der als Zeitmaschine und Raumschiff zugleich dient. Das Innere einer TARDIS ist viel größer, als ihre äußere Erscheinung vermuten lässt. Mit Hilfe eines „Chamäleon-Schaltkreises“, einer Art Tarnvorrichtung, kann sie sich durch Änderung ihrer äußeren Erscheinung – ähnlich einem Chamäleon – an ihre Umgebung anpassen. In der Serie steuert der Zeitreisende „der Doktor“ ein unzuverlässiges, altmodisches Modell Typ 40 TARDIS, dessen Chamäleon-Schaltkreis seinen Dienst versagt hat und in der Tarneinstellung einer britischen Polizei-Zelle im Stil der 1960er Jahre stecken geblieben ist. Der Doktor hatte den Chamäleon-Schaltkreis repariert, der aber wieder in der gewohnten Form stecken blieb. Dieses Modell des Doktors wird in der Serie gewöhnlich als die TARDIS, in einigen der früheren Episoden einfach als das Schiff („the ship“) bezeichnet.

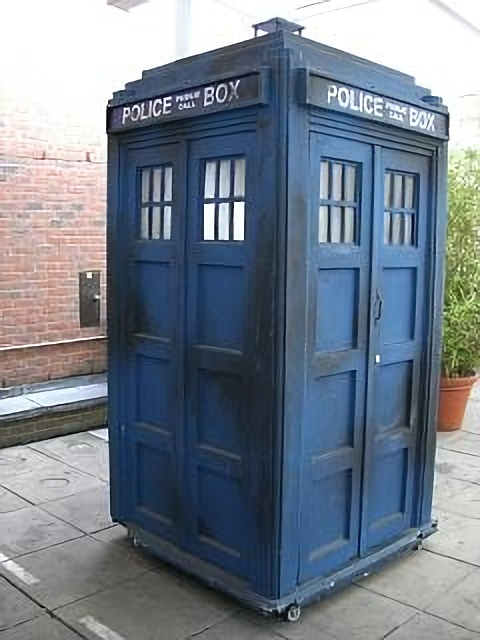
In der Serie verwendetes Requisit

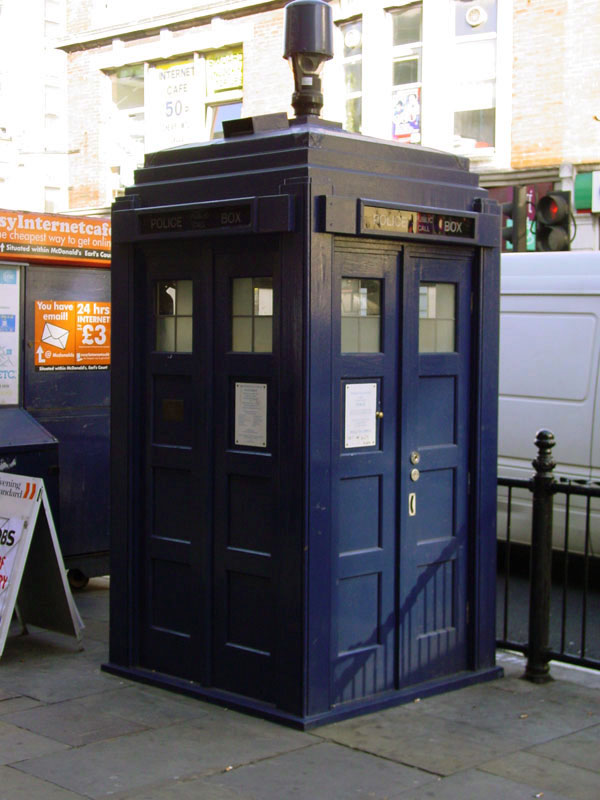
Ein Polizei-Notrufhäuschen mit moderner Überwachungskamera vor der Londoner U-Bahn-Station Earl’s Court.

Die Serie fand Eingang in die britische Popkultur. So wird die Form des britischen Polizei-Notrufhäuschens eher mit der TARDIS als mit seiner eigentlichen Funktion assoziiert. Das Wort TARDIS wird dazu verwendet, all das zu beschreiben, was innen größer erscheint, als es von außen aussieht.
Der Name TARDIS ist ein registriertes Warenzeichen der British Broadcasting Corporation (BBC).

## Konzeptionelle Geschichte
Als Doctor Who 1963 entwickelt wurde, diskutierte das Produktionsteam darüber, wie die Zeitmaschine des Doktors aussehen sollte. Aufgrund der Budgetbeschränkung wurde entschieden, sie einem britischen Polizei-Notrufhäuschen ähneln zu lassen. Der Bezug zur Serie wurde mit einer Tarnvorrichtung, die von einem Chamäleon-Schaltkreis („chameleon circuit“) generiert wird, hergestellt. Dabei ist der Mechanismus des Chamäleon-Schaltkreises für die Veränderung der Außenhülle der Maschine verantwortlich. Eine weitere Vorgabe war, dass der Schaltkreis defekt ist, was die Beibehaltung der Form des Polizei-Notrufhäuschens erlaubte.
Die Idee der Tarnung als Polizei-Notrufhäuschen kam von dem BBC-Texter Anthony Coburn, der den Entwurf der ersten Episode von C. E. Webber umschrieb. Es wird angenommen, dass Coburn die Eingebung für die äußere Form der Maschine hatte, als er in einer Pause vom Schreiben an der Episode bei einem Spaziergang ein Polizei-Notrufhäuschen in der Nähe seines Büros sah. In dieser ersten Episode, „An Unearthly Child“, wird die TARDIS erstmals auf einem Schrottplatz im Jahr 1963 gezeigt; anschließend versagt die Tarnvorrichtung und behält die Form des Polizei-Notrufhäuschens in einer prähistorischen Landschaft bei.
Zum Start der Serie 1963 gehörte das Polizei-Notrufhäuschen in den britischen Städten zum Alltag und mit 700 Polizei-Notrufzellen allein in London war es angemessen, eine Raumzeitmaschine auf diese Art zu tarnen. Während die Idee anfangs eine kreative Möglichkeit war, Zeit und Geld an Requisiten zu sparen, wurde sie im Science-Fiction-Genre bald zu einem gesellschaftlichen Insiderwitz und erhielt ihre eigene Daseinsberechtigung, als die altmodische Form des Polizei-Notrufhäuschens aus dem Betrieb genommen wurde. Der Anachronismus des Wortes ist deutlicher geworden, seitdem nur noch wenige Polizei-Notrufhäuschen in diesem alten Stil in Großbritannien vorhanden sind. Wegen Veränderungen der anderen Requisiten in der Serie ist die TARDIS inzwischen das visuelle Element mit dem höchsten Wiedererkennungswert.
Der nachgestellte Typ des Polizei-Notrufhäuschens der TARDIS wurde üblicherweise aus Beton hergestellt. Die Requisiten für die Fernsehserie wurden hauptsächlich aus Holz, später aus GFK angefertigt, um einen einfachen Transport und Konstruktion an Drehorten, aber auch innerhalb des Filmstudios zu gewährleisten. Die Requisiten variierten im Lauf der Jahre leicht in ihrem Aussehen und Format und stimmen nicht genau mit den echten Gegenstücken überein.
Das Produktionsteam ließ die TARDIS reisen, indem es sie an einem Punkt auflöste und an einem anderen wieder materialisierte, obwohl das Schiff in der Serie auch manchmal in der Lage war, herkömmliche Weltraumreisen zu bewältigen. Die Fähigkeit, durch einfaches Verschwinden und Erscheinen zu und von verschiedenen Orten zu reisen, wurde eines der Markenzeichen der Serie. Diese Technik erlaubt ohne große Ausgaben für Spezialeffekte eine große Mannigfaltigkeit an Kulissen und Geschichten. Der charakteristische Soundeffekt – ein wiederkehrendes keuchendes bzw. ächzendes Geräusch – wurde ursprünglich im BBC Radiophonic Workshop von Brian Hodgson entworfen. Er erzielte den Effekt, indem er einen Schlüsselbund über die Saiten eines alten ausgeschlachteten Klaviers zog. Der gewonnene Ton wurde aufgenommen und mithilfe von Echo und Nachhall elektronisch bearbeitet. Der Comicstrip im Doctor Who Magazine bezeichnet das charakteristische Geräusch mit dem Verschwinden des Schiffs traditionell mit der lautmalerischen Phrase „vworp vworp“.
1996 beantragte die BBC die Eintragung von TARDIS als Warenzeichen beim britischen Patentamt. Notwendig wurde dieser Schritt, da sich die Metropolitan Police für den rechtmäßigen Inhaber des Geistigen Eigentums des Polizei-Notrufhäuschens hielt. Das Patentamt stellte fest, dass es keinen Beweis dafür gibt, dass die Metropolitan Police oder irgendeine andere Polizeitruppe jemals den Anspruch auf eine Registrierung als Warenzeichen geltend gemacht hat. Darüber hinaus hatte die BBC über drei Jahrzehnte lang Merchandiseartikel auf Grundlage dieses Images vertrieben, ohne Beschwerden seitens der Polizei. Das Patentamt traf 2002 eine Regelung zugunsten der BBC.
Normalerweise wird TARDIS ausschließlich in Großbuchstaben geschrieben. Allerdings gibt es in den Medien und gelegentlich in lizenzierten Publikationen auch viele Beispiele, in denen die Form Tardis verwendet wird. In den 2005 produzierten Episoden ist auf dem Display von Rose Tylers Mobiltelefon in der Episode World War Three „Tardis ruft an“ zu lesen. Dies ist der allgemeine Gebrauch im derzeitigen britischen Pressestil, bei dem nur der erste Buchstabe eines Akronyms groß geschrieben wird (z. B. Nato), während ein Akronym, welches kein Wort bildet (wie BBC), ganzheitlich groß geschrieben wird.

## Allgemeine Merkmale
TARDISse werden gezüchtet, nicht hergestellt. In der Folge The Impossible Planet (2006) wird darauf hingewiesen, dass sie geboren werden. Sie beziehen ihre Energie aus verschiedenen Quellen, primär aus dem Zentrum eines künstlichen Schwarzen Lochs, bekannt als das Auge der Harmonie (Fernsehfilm Doctor Who von 1996). In The Edge of Destruction (1964) befindet sich die Energiequelle der TARDIS (bezeichnet als das „Herz der TARDIS“) unter der Hauptsäule des Terminals, wobei das Steigen und Fallen der Säule ihren Status anzeigt. Allerdings ist sie auch auf Energie von außen angewiesen. So landet der Doktor zu Beginn von Utopia in Cardiff, um auf dem dort existierenden Transdimensionalen Spalt „aufzutanken“. Laut dem 10. Doktor bezieht die TARDIS ihre externe Energie „aus dem Universum“ – so stürzt sie in Rise of the Cybermen in einem Paralleluniversum ab, da die vom Paralleluniversum generierte Energie nicht verwertbar ist („wie Diesel in einem Benzinmotor“).
Andere Elemente, die für das einwandfreie Funktionieren der TARDIS benötigt werden und gelegentliches Auffüllen erfordern, sind Quecksilber (in flüssigem Aggregatzustand), das seltene Erz Zeiton 7 (Vengeance on Varos, 1985) und Artronenenergie („artron energy“). Letztere ist eine Form zeitlicher Energie, die durch die Gedanken der Timelords erzeugt wird und von der auch gesagt wird, dass sie die TARDIS mit Energie versorgt (The Deadly Assassin, 1976; Four to Doomsday, 1982). Dafür, dass die Timelords notwendig für das Funktionieren einer TARDIS sind, spricht auch die Tatsache, dass in The Christmas Invasion die Übersetzungsfunktion der TARDIS nicht funktioniert, so lange der Doktor bewusstlos ist („als wäre er ein Teil des Schaltkreises“).
Eine andere Energieform ist die „Huonenergie“ („huon energy“), die sich im Herz der TARDIS befindet und (abgesehen von den Aktivitäten der Kaiserin von Racnoss) nirgendwo anders im Universum (The Runaway Bride) zu finden ist.
Die TARDIS reist normalerweise, indem sie an einem Ort dematerialisiert, das Zeitportal durchquert, und anschließend an ihrem Bestimmungsort wieder materialisiert, ohne physisch durch den dazwischen liegenden Raum zu reisen. Sie flog aber auch physisch durch den Raum, zuerst in Fury from the Deep (1968), The Parting of the Ways (2005), The Christmas Invasion (2005) und The Runaway Bride (2006). Wie in der Folge The Runaway Bride zu sehen ist, beansprucht diese Art zu reisen die TARDIS sehr.
Neben der Fähigkeit durch Zeit und Raum zu reisen (und gelegentlich in andere Dimensionen) ist das bemerkenswerteste Merkmal an der TARDIS, dass ihr Inneres viel größer ist, als es von außen wirkt. Die hierfür angegebene Erklärung ist, dass eine TARDIS „dimensional transzendent“ ist, d. h., dass ihre Außen- und Innenseite in verschiedenen Dimensionen existieren. In The Robots of Death (1977) versucht dies der vierte Doktor seiner Begleiterin Leela zu erklären, indem er eine Analogie zwischen einem großen und einem kleinen Würfel zieht, wobei der Größere scheinbar in den kleineren Würfel passt, wenn der Größere weiter entfernt, zur gleichen Zeit aber sofort greifbar ist (siehe Tesserakt). Dem Doktor zufolge war die Entdeckung der transdimensionalen Technik der Schlüssel für die Timelords.

## Die TARDIS des Doktors
In der Fernsehserie ist die TARDIS vom Doktor eine veraltete Typ 40 TT Kapsel (vermutlich steht TT für „time travel“ (Zeitreise)), die er inoffiziell „auslieh“, als er von seinem Heimatplaneten Gallifrey aus startete. Der Geschichte Eighth Doctor Adventures aus dem Roman The Gallifrey Chronicles von Lance Parkin nach gehörte es zuvor einem „Time Lord“ namens Marnal, der wie der Doktor so etwas wie ein Abtrünniger ist.
Ursprünglich gab es 305 registrierte von insgesamt 306 produzierten (Die TARDIS vom Doktor wurde von der C. I. A.- der Celestrial Intervention Agency auf Gallifrey – aus der Registrierung entfernt) Kapseln vom Typ 40, allerdings wurden alle anderen stillgelegt und durch neue, verbesserte Modelle ersetzt (The Deadly Assassin). Dennoch veränderte sich die Erscheinung des primären Kommandoraums im Laufe der Jahre und ein Statement („Ah! I can see you've been doing the TARDIS up a bit. I don't like it.“) des zweiten Doktors in The Three Doctors (1972) suggeriert, dass der Doktor das TARDIS-System ab und zu aktualisiert, wobei angedeutet wurde, dass sich die Fähigkeit des Schiffs seine innere Architektur zu rekonfigurieren auch auf den Kommandoraum auswirkt.
Die TARDIS war bereits alt, als der Doktor sie zum ersten Mal benutzte, doch wie alt sie tatsächlich ist, kann nur vermutet werden; die Ableger der Serie haben die TARDIS bei verschiedenen Gelegenheiten Jahrzehnte, sogar Jahrhunderte (in relativer Zeit) auf den Doktor warten lassen. In der Folge The Ribos Operation sagt der vierte Doktor, dass er schon seit 523 Jahren reist. In The Empty Child (2005) behauptet der neunte Doktor, dass er bereits 900 Jahre Reisen in einer Telefonzelle hinter sich hat, was bedeutet, dass die TARDIS mindestens so alt ist oder seitdem in dieser Form feststeckt.

### Außenhülle
Wie bereits erwähnt, behält die TARDIS wegen eines Fehlers im „Chamäleon-Schaltkreis“ stets die Form eines Polizei-Notrufhäuschens (die sie annahm, als sie 1963 landete), obwohl sie sich eigentlich an jede Umgebung unauffällig anpassen sollte. Der genaue Grund für die Fehlfunktion wurde bisher nicht benannt. Der Schaltkreis wird erstmals in der zweiten Episode erwähnt, wo der erste Doktor und Susan bemerken, dass er nicht funktioniert. In dieser Folge wird ihm jedoch noch kein technischer Name gegeben. Zuerst wurde es in The Time Meddler (1965) als Tarneinheit („camouflage unit“) bezeichnet. Der Name wurde in den in Romanform umgeschriebenen Folgen in den Target Books in Chamäleon-Schaltkreis („chameleon circuit“) umbenannt und dieser Ausdruck fand in Logopolis (1981) schließlich seinen Weg auf den Bildschirm.
Versuche, die Schaltung zu reparieren, wurden in Logopolis und Attack of the Cybermen unternommen, aber die erfolgreiche Umwandlung der TARDIS in die Form einer Orgelpfeife und ein sorgfältig ausgearbeiteter Eingang wird in späteren Fortsetzungen wieder zurück in den Status quo gesetzt. Die Schaltung wird auch in der Romanserie Virgin New Adventures repariert, doch letztendlich wird die Form der TARDIS wieder in ihre Standardeinstellung des Polizei-Notrufhäuschens zurückgesetzt. In der Episode Boom Town (2005) weist der neunte Doktor darauf hin, dass er seit einiger Zeit aufgehört hat, zu versuchen, den Schaltkreis zu reparieren, da er ein Fan dieser Form geworden ist – womit er die Aussage des achten Doktors in dem Fernsehfilm (1996) wiederholt.
Optisch hat sich am äußeren des Polizei-Notrufhäuschens der TARDIS im Grunde nichts geändert, wenn auch im Laufe der Jahre einige leichte Modifikationen vorgenommen wurden. Beispielsweise haben sich auf dem Schild an der Tür, welches das Polizeitelefon verdeckt, die schwarzen Buchstaben auf einem weißen Hintergrund einige Male zu weiß-auf-schwarz oder weiß-auf-blau geändert. Andere Veränderungen sind das fortlaufende Vor- und Zurückspringen von Formulierungen auf der Telefonanzeige, von dringende Anrufe („Urgent Calls“) bis zu alle Anrufe („All Calls“). Das Schild „POLICE BOX“ war von Staffel 18 bis zu den Episoden von 2005 breiter als im Fernsehfilm. Die Funktionalität des Außentelefons eines Notrufhäuschens variiert bei der TARDIS von Doktor zu Doktor. Der neunte Doktor zeigt sich in The Empty Child überrascht vom Klingeln und Funktionieren des Telefons, da es laut seiner Aussage an keine Leitung angeschlossen sei. Abseits des Bildschirms muss er diesen Umstand allerdings korrigiert haben, da das Telefon in den letzten Folgen des elften Doktors einwandfrei durch Raum und Zeit telefonieren kann (in früheren Folgen derselben Inkarnation war ein Telefon Teil der TARDIS-Konsole), wobei seine Anbringung außerhalb der TARDIS den Doktor mehrfach frustriert. Bei frühen Episoden hatte die TARDIS auch einen Aufkleber von der St John Ambulance am Haupteingang kleben, welcher in der neuen Serie wieder auftauchte und im englischen Original in der siebten Staffel sogar titelgebend für die Folge The Bells of St. John's (womit das klingelnde Telefon außen an der TARDIS gemeint ist) war.
Trotz der anachronistischen Form des Polizei-Notrufhäuschens wird das Erscheinen der TARDIS im heutigen Großbritannien kaum hinterfragt. In der Episode Boom Town bemerkt der Doktor nebenbei, dass Menschen ungewöhnliche Dinge wie die TARDIS nicht bemerken, und gibt damit einen ähnlichen Eindruck wie der siebte Doktor in der Episode Remembrance of the Daleks (1988) wieder, d. h., dass Menschen über eine erstaunliche Fähigkeit zur Selbsttäuschung („amazing capacity for self-deception“) verfügen.
Der Außeneingang der TARDIS kann mit einem Schlüssel verschlossen und geöffnet werden. Diesen Schlüssel trägt der Doktor bei sich und gibt seinen Assistenten gelegentlich Kopien. Im Fernsehfilm (1996) hat der achte Doktor (und der siebte Doktor vor ihm) einen Reserveschlüssel in einem „gemütlichen Loch“ hinter dem 'P' des Polizei-Notrufhäuschen-Schilds.
Der Sicherheitsgrad des Schlosses verändert sich von Geschichte zu Geschichte. In den ersten Folgen wird gesagt, dass es 21 verschiedene Schlüssellöcher hat und schmelzen würde, falls der Schlüssel in das Falsche gesteckt werden würde (The Daleks, 1963). Der erste Doktor kann es auch mit seinem Ring öffnen (The Web Planet, 1965) und mit dem gebrochenen Licht einer außerirdischen Sonne im Juwel des Rings reparieren (The Daleks' Master Plan). In dem zweiten Teil von Silence in the Library (2008), Forest of the Dead (2008), kann der zehnte Doktor die TARDIS mit einem Fingerschnipp öffnen und wieder schließen, welches jedoch im Folgenden nicht erklärt wird. Vorausgegangen war diesem Geschehnis eine Aussage seiner späteren Frau, Prof. Dr. River Song, die besagte, dass der Doktor mit einem solchen Fingerschnipp die TARDIS öffnen könne. Auch nachfolgende Inkarnationen des Doktors öffnen und schließen die TARDIS gelegentlich auf diese Weise, wobei diese Methode nicht auf ihn beschränkt ist: Mit Clara Oswald ist zumindest eine seiner menschlichen Begleiterinnen ebenfalls dazu in der Lage. Auch kann er im ersten Teil von The End of Time (2009 Special) die TARDIS aus der Ferne wie ein Auto mit seinem Schlüssel abschließen, wobei sogar ein selbiger Ton erklingt.
Das sich verändernde Design der Schlüssel für die TARDIS weist auch darauf hin, dass der Doktor das Sicherheitssystem von Zeit zu Zeit umgestaltet und es nicht immer auf dieselbe Art funktioniert. In der Folge Spearhead from Space (1970) sagt der dritte Doktor, dass das Schloss über einen Stoffwechsel-Detektor verfügt, so dass selbst wenn eine unautorisierte Person einen Schlüssel hätte, die Türen geschlossen bleiben würden. Diese Sicherheitsmaßnahme wird auch in der Romanserie New Series Adventures (Only Human von Gareth Roberts) dargestellt, in der es als weiterentwickeltes Mesonerkennungssystem („advanced meson recognition system“) bezeichnet wird. Der neunte Doktor behauptet, dass wenn die Türen geschlossen sind, sogar eine Horde Männer von Dschingis Khan sie nicht eintreten könnte (Rose, 2005), was mehrere Personen im Laufe der Serie nicht davon abhielt, ohne Probleme einfach in die TARDIS zu gehen, einschließlich solcher, die im späteren Verlauf Assistenten wurden. Allerdings könnte dies durch die Andeutung, bei der TARDIS handele es sich nicht um eine Maschine, sondern um ein Lebewesen, das mithin auch eine eigene Entscheidungsfreiheit hat, begründet werden.

### Innerer Bereich

#### Zimmer in der TARDIS
Sind die Türen des Polizei-Notrufhäuschens einmal durchschritten, gibt es eine Vielzahl von Räumen und Korridoren im inneren der TARDIS: einen Wohnbereich, eine Kunstgalerie (die in Wirklichkeit eine weitere Energiestation ist), ein Badezimmer mit Schwimmbecken, eine medizinische Einrichtung und einige mit Wänden aus Backstein eingegrenzte Lagerflächen (gezeigt in The Invasion of Time, 1978).
Ungeachtet der weit verbreiteten Annahme, der Innenbereich der TARDIS sei unendlich, gibt es Hinweise, dass es nicht unendlich ist. In der Episode Full Circle (1980) bemerkt die Begleiterin des vierten Doktors Romana, dass das Gewicht der TARDIS auf Alzarius bei erdähnlicher Schwerkraft 5 × 106 kg beträgt. Vermutlich bezieht sich diese Bemerkung auf das Gewicht des Innenbereichs der TARDIS, da mehrere Menschen die Außenhülle der TARDIS zu unterschiedlichen Gelegenheiten angehoben haben (als wäre es wirklich ein Polizei-Notrufhäuschen). Ferner wird jede Bewegung der Außenhülle auf ihren Innenbereich übertragen.
In den Begleitromanen beinhaltet die Inneneinrichtung der TARDIS eine komplette Stadt (Cat's Cradle: Time's Crucible); die benutzt wird, um zu einer parallelen Erde zu gelangen (Blood Heat); und den Planeten Gallifrey zu schrumpfen, wenn das Innere der TARDIS nach außen befördert wird (The Ancestor Cell). Auch kann sie in mehreren Zeitlinien existieren.
Ein charakteristischer Bestandteil der Innenarchitektur der TARDIS ist das „Rondell.“ In Bezug auf die TARDIS ist das Rondell eine kreisartige Formation, die die Wände der Räume und Korridore ausschmückt, einschließlich des Kontrollraums. Einige Rondelle verbergen Schaltsysteme und Geräte, wie in den Episoden The Wheel in Space (1968), Logopolis, Castrovalva (1981), Arc of Infinity (1983), Terminus (1983) und Attack of the Cybermen (1985) zu sehen ist. Das Aussehen des Rondells variiert im Verlauf der Serie, von einem einfach ausgeschnittenen runden Kreis vor schwarzem Hintergrund bis zu einer auf Dämmplatten abgebildeten Fotografie, die in späteren Folgen erleuchtete Drehscheiben durchscheinen lassen. Im zweiten Kontrollraum sind die Rondelle mehrheitlich mit ausgearbeiteten Holzpaneelen, vereinzelt mit Ausschmückungen, die wie bemaltes Glas aussehen ausgespart. In der wiedereingeführten Serie (2005) sind die Rondelle aus sechseckigen Aussparungen in den Wänden des neuen Kontrollraums eingebaut.
Es gibt auch einen Wohnbereich für die Assistenten des Doktors, der Schlafraum des Doktors wurde bisher noch nicht gezeigt oder erwähnt. Die TARDIS hat in der Zeit des fünften Doktors (Peter Davison) auch einen „Zero“-Raum, der vom Rest des Universums abgeschirmt ist und für eine erholsame Umgebung des Doktor sorgt, sich von seiner „Regeneration“ zu erholen (Castrovalva).
Obwohl die inneren Korridore in den Folgen von 2005 fast nicht gezeigt werden, existieren sie noch immer, wie die Episode The Unquiet Dead beweist, als der Doktor Rose eine sehr komplizierte Wegbeschreibung zum Kleiderschrank der TARDIS gibt. Der Kleiderschrank wird in vielen Originalepisoden und Ablegerromanen erwähnt und in The Androids of Tara (1978), The Twin Dilemma (1984) und Time and the Rani (1987) gezeigt. Die neu gestaltete Version, aus der sich der zehnte Doktor seine Kleidung wählt, ist in The Christmas Invasion (2005) zu sehen, wo ein riesiger mehrstufiger Raum mit Wendeltreppe gezeigt wird. Der Designer Ed Thomas verwies darauf, dass in folgenden Episoden weitere Räume gezeigt werden könnten. So irren Amy und Rory in der Folge The Doctor's Wife (2011) durch die verwinkelten Gänge der Tardis. In derselben Folge erklärt der Doktor auch, dass die Tardis nahezu beliebig neue Räume generieren oder alte abstoßen kann; er nutzt diese Eigenschaft, um das Universum zu verlassen und später wieder zu betreten. Die Folge Journey to the Centre of the TARDIS (2013) widmet sich aufwändig dem Innenraum der TARDIS und zeigt erstmals Räume die vorher nur erwähnt wurden, wie etwa den Swimming Pool und die Bibliothek.

#### Steuerbereich

##### Kontrollraum
Der am häufigsten gezeigte Raum der TARDIS ist der Kontrollraum, wo sich die Flugsteuerung befindet. Der Kontrollraum wurde von Peter Brachaki gestaltet und war zugleich der einzige Szenenaufbau, der von ihm für die Serie erstellt wurde. Er wurde mit geringem Budget und engem Zeitplan gebaut, was zu Meinungsverschiedenheiten mit dem Produktionsteam und möglicherweise einem Gefühl, dass er eine unmögliche Aufgabe lösen sollte, führte, was Brachaki dazu veranlasste, das Produktionsteam zu verlassen. Obwohl er die Serie verließ und es gemischte Reaktionen auf den Szenenaufbau gab (Produzentin Verity Lambert mochte ihn, Regisseur Waris Hussein nicht), wurde die grundlegende Gestaltung des sechseckigen Terminals und der Rondellwände bis zum heutigen Tag beibehalten.
Die TARDIS verfügt über mindestens zwei Kontrollräume – der futuristisch weißwandige Hauptkontrollraum, der in der Serie überwiegend zum Einsatz kommt, und der Nebenkontrollraum, der in Staffel 14 (1976–1977) genutzt wird und mit seinen Holzpaneelen etwas antik wirkt. Zwei weitere Kontrollräume können im Fernsehfilm und in den Folgen von 2005 gesehen werden. Der höhlenartige, vom Steampunk inspirierte Kontrollraum im Fernsehfilm könnte eine Rekonfiguration von entweder einem der früher erwähnten Kontrollräume sein (wie zuerst in den „New Adventures“-Romanen suggeriert wird und später in den Hörspielen der Big Finish Productions) oder ein völlig anderer.
In den Folgen mit dem dritten Doktor (The Time Monster (1972)) ist der Kontrollraum der TARDIS drastisch verändert, inklusive der Wandrondelle. Dieser neue Szenenaufbau wurde von Tim Gleeson gestaltet und von Produzent Barry Letts nicht gemocht, der meinte, dass die neuen Rondelle wie Abwaschbecken aussähen, die in der Wand stecken. Es ergab sich, dass der Szenenaufbau während der Lagerung in den Produktionspausen beschädigt wurde und wieder hätte aufgebaut werden müssen, so dass dieses Design in nur einer Episode zu sehen ist.
In den Folgen von 2005 ist der Kontrollraum kuppelartig und mit organisch aussehenden Stützpfeilern ausgestattet. Die Innentüren sind nicht mehr vorhanden, stattdessen können jetzt die Türen der Polizei-Notrufzelle von innen deutlich gesehen werden. Wie es zu dieser Konfiguration gekommen ist, wird nicht erklärt, allerdings wird die Inneneinrichtung der TARDIS in The Gallifrey Chronicles durch eine Explosion bei einer kalten Fusion ernsthaft beschädigt. In The Gallifrey Chronicles, die vor dem Start der Serie 2005 geschrieben wurden, kommentiert Parkin im Außenposten von Gallifrey „fan fora“, dass die TARDIS sich nach diesem Zwischenfall selbst repariert hat, was die Veränderungen im Aussehen erklären könnte. (Auch hier sind die Übereinstimmungen des Ablegers mit der Serie unklar.) In der Kurzepisode des alljährlichen Christmas Children in Need Special 2007, Time Crash, wird diese Frage humoristisch gelöst. Der zehnte Doktor (gespielt von David Tennant) trifft in der aktuellen Tardis auf den fünften Doktor (gespielt von Peter Davison). Dieser bemerkt empört, dass das „Desktop Theme“ der TARDIS geändert wurde. Als die TARDIS kurz darauf von der „Titanic“ gerammt und beschädigt wird, kann der Doktor das große Loch in der Außenhülle mit ein paar Handgriffen an der Kontrolleinheit reparieren (Voyage of the Damned). In der regulären Folge der sechsten Staffel (6.04) The Doctor's Wife wird die Erklärung mit dem „Desktop Theme“ von der personifizierten TARDIS wieder aufgegriffen. Die TARDIS erklärt, sie habe alle bisherigen (und einige zukünftige) gespeichert. So agiert der Doktor noch einmal im Kontrollraum der vorigen 4 Staffeln.
Ein größeres Re-Design erfuhr der Innenraum zum Ende von Matt Smiths Zeit als elfter Doktor. Die organischen Elemente verschwanden und warne wieder deutlich technischer und damit der alten Serie näher. Bill Potts – letzte Begleiterin des zwölften Doktors – verglich das Design gar mit einer hochmodernen Küche. Eine weitere Neuausrichtung erfuhr der Innenraum mit dem Wechsel zum dreizehnten Doktor, welche ungefähr in der Mitte zwischen den beiden vorhergenannten angesiedelt ist.
Die Virgin-Romane führten einen dritten Kontrollraum ein, dessen Äußeres einer gotischen Kathedrale ähnlich sieht (Nightshade von Mark Gatiss). Ein anderer Roman (Death and Diplomacy by Dave Stone) wies darauf hin, dass die „natürliche“ Konfiguration so komplex und irrational sei, dass die Mehrheit der Wesen, die keine Timelords sind, und Zeuge davon werden, von dieser Erfahrung verrückt würden.

##### TARDIS-Terminal
Das Herzstück der Kontrollräume, für jede bekannte Konfigurationen, ist das TARDIS-Terminal, welches die Instrumente enthält, die die Funktionen des Schiffs kontrollieren. Die Erscheinungsform der Hauptsteuerung variiert stark, doch gibt es einige Gemeinsamkeiten: sechseckige Sockel, eingegrenzt von einem Bedienungsfeld und einer beweglichen Säule im Zentrum, die rhythmisch auf und ab tanzt, wenn die TARDIS fliegt. Obwohl die Meinungen der Fans hier auseinandergehen, lässt die Anordnung des Terminals vermuten, dass sie für mehr als eine Person entwickelt wurde. Dies wird in Staffel 4 der neuen Serie auch vom Doktor bestätigt, der sagt, die TARDIS sei ursprünglich für sechs Piloten konstruiert worden. Ein Teil der Fanons, die sowohl in den Ablegermedien als auch im derzeitigen Produzententeam erwähnt werden, ist, dass die Steuerungen von drei bis sechs Timelords betrieben werden sollten. Dies könnte erklären, wieso der Doktor dazu tendiert, wild um das Terminal zu laufen, während er die TARDIS steuert, ebenso die gelegentlichen Schwierigkeiten, sie zu kontrollieren.
Die bewegliche Hauptsäule im Zentrum wird oft als Zeitmotor („time rotor“) bezeichnet, wenngleich sie in der Folge The Chase, wo sie zum ersten Mal auftritt, eine andere Funktion hat. Da diese Bezeichnung zur Beschreibung der Hauptsäule in der Fanliteratur geläufig war, wurde es schließlich in die Fernsehserie einbezogen, als sich der Doktor im Fernsehfilm (1996) auf den Zeitmotor bezog. Das Produktionsteam der wiederbelebten Serie benutzt diese Bezeichnung ebenfalls.
Das zweite Terminal ist in der ursprünglichen Serie kleiner, die Steuerung ist hinter Holzpaneelen versteckt und hat keine Hauptsäule. Das Terminal im Fernsehfilm von 1996 scheint auch aus Holz gemacht zu sein und die Hauptsäule ist mit der Decke des Kontrollraums verbunden. Das Terminal der erneuerten Serie ist kreisförmig und in sechs Segmente eingeteilt, wobei das Schaltpult und die Hauptsäule grün leuchten, letzteres wieder verbunden mit der Decke. Diese sechs Segmente existieren, weil die TARDIS ursprünglich von sechs Personen geflogen werden sollte, beschrieben im ersten Teil von „The End of Time“ (2009 Special).
Das Terminal der wiederbelebten Serie vermittelt einen weit größeren Eindruck an Unordnung als vorhergehende: mit Gegenständen aus verschiedenen Epochen, die provisorisch Steuerungen ersetzen, einschließlich eines Briefbeschwerers aus Glas, einer kleinen Glocke und einer Fahrradluftpumpe; Letztere wird in der interaktiven Miniepisode Attack of the Graske mit dem zehnten Doktor als ein Wirbelkreislauf (vortex loop control) bezeichnet. Zwei andere Steuerungen, der Dimensionsstabilisator und der Vektorfinder, wurden in dieser Folge ebenfalls bestimmt, aber da der Stabilisator in der Serie schon in früheren Folgen bestimmt wurde, ist die Übereinstimmung der Minifolge mit der Originalserie ungewiss. Wie in World War Three gesehen werden kann, gibt es ab dieser Folge ein Telefon am Terminal. Seit Mitte der siebten Staffel, einhergehend mit einer erneuten Umgestaltung des Kontrollraums, ist auch das Terminal wieder geprägt von konventionellen Schaltern, Hebeln und Knöpfen und somit näher an der klassischen Serie.
Eine weitere Eigenschaft des TARDIS-Terminals ist, dass es anscheinend in der Lage ist, Schallschraubenzieher für den Doktor herzustellen. Sowohl der elfte als auch der zwölfte Doktor erhalten von der TARDIS ihr neues Modell, nachdem ihr bisheriger Schallschraubenzieher zerstört wurde.
Über wie viele Steuerungen der Doktor die TARDIS bedienen kann, wird im Laufe der Serie nicht konsequent dargestellt. Der erste Doktor scheint anfangs nicht in der Lage zu sein, die TARDIS akkurat zu steuern, aber mit der Zeit können die nachfolgenden Doktoren die TARDIS immer präziser steuern. Die Texter setzen diesen Kunstgriff fort, um die TARDIS zufällig irgendwo landen lassen zu können oder um zu sagen, dass die TARDIS auf ihrem Weg durch Raum und Zeit „anfällig“ sei.
Anschließend baut der Doktor in Key to Time (1978–1979) einen Zufallsgenerator in das Terminal ein, der den Doktor davor bewahrt, zu wissen, wo die TARDIS als Nächstes landet. Dieses Gerät wird schließlich in Folge The Leisure Hive (1980) wieder entfernt. In der wiederbelebten Serie steuert der Doktor die TARDIS durch seinen Willen, wobei er ab und zu noch einen Fehler begeht, wie z. B. als er Rose ein Jahr später zur Erde bringt als beabsichtigt Aliens of London (2005) oder im Jahr 1879 landet anstatt im Jahr 1979 (Tooth and Claw (2006)).
In Boom Town öffnet sich ein Teil des Terminals, in dem leuchtender Dampf zu sehen ist, der vom Doktor als das Herz der TARDIS („heart of the TARDIS“) beschrieben wird, wobei wieder auf die Bezeichnung aus der Folge The Edge of Destruction zurückgegriffen wird. In The Parting of the Ways (2005) ist es an die mächtigen Energien des Zeitportals angeschlossen.
Ebenso ist das Terminal in The Ghost Monument (2018) in der Lage, Kekse herauszugeben, was den dreizehnten Doktor anfangs überrascht. Diese Funktion kam bis dato äußerst selten vor. Zudem benutzt der Doktor das TARDIS-Terminal in Chapter One: The Halloween Apocalypse (2021), um den mysteriösen Flux abzuwehren, indem sie einen Teil Vortexenergie auf jene Entität loslässt, was sich jedoch als wirkungslos erweist.

## TARDIS-System
Da die TARDIS sehr alt ist, neigt sie dazu, auseinanderzufallen. Der Doktor wird oft gezeigt, wie er seinen Kopf in ein Schaltpult steckt, wobei er Arbeiten zur Instandhaltung durchführt. Wahrscheinlich ist die Secondhand-Struktur der TARDIS dafür verantwortlich. Bestrebungen, die TARDIS zu reparieren, zu steuern und instand halten zu können, sind immer wieder Kunstgriffe in der Serie, wodurch eine amüsante Ironie eines hochentwickelten Raumzeitschiffs entsteht, welches zugleich ein veraltetes und unzuverlässiges Stück Schrott ist. Ein großer Teil der Unzuverlässigkeit ist darauf zurückzuführen, dass die TARDIS eine eigene Seele besitzt. Als diese in der Folge The Doctor's Wife kurzfristig in einen menschlichen Körper verbannt ist, gibt sie gegenüber dem Doktor unverhohlen zu, ihn zwar nicht immer dahin zu bringen, wo er gerne hin möchte, aber dorthin, wo er gebraucht wird. In der Folge 5.04 (dFS) The Time of Angels erfährt man von der zukünftigen Begleiterin des Doktors River Song, dass das markante Geräusch, das die TARDIS beim Starten und Landen macht keine technische Notwendigkeit ist, sondern auf einen (wohl beabsichtigten) Bedienfehler des Doktors zurückgeht, die Bremsen nie zu lösen.

### Steuerelemente
Die TARDIS besitzt telepathische Schaltkreise, die der Doktor in den Originalfolgen manuell zu bedienen bevorzugt. In Pyramids of Mars (1975) erzählt der vierte Doktor, dass die Steuerelemente der TARDIS isomorph seien, d. h. nur der Doktor sie bedienen kann. Dieses Merkmal scheint aufzutauchen und zu verschwinden, je nachdem wie es gebraucht wird, denn viele Assistenten konnten im Lauf der Serie die TARDIS bedienen und sogar fliegen. Es wird vermutet, dass der Doktor entweder gelogen hat oder dass die isomorphe Besonderheit ein Sicherheitsbestandteil ist, welches der Doktor nach Belieben aus- und einschalten kann. Letzteres hat der achte Doktor im Hörspiel Other Lives der Big Finish Productions (2005) angewandt, um es seinem Assistenten C'rizz zu ermöglichen, das Terminal zu bedienen.
Abgesehen von dem Geräusch, welches das Verschwinden der TARDIS in The Web of Fear (1966) begleitet, ist am Terminal auch ein Licht zu sehen, das während der Landung ständig aufblinkt. Üblicherweise ist das häufiger verwendete Anzeichen für das Fliegen der TARDIS die Bewegung der Hauptsäule. Die TARDIS besitzt auch einen Scanner, so dass die Besatzung ihre Umgebung zuerst untersuchen kann, bevor sie aus dem Schiff steigt. In der Serie von 2005 ist das Scannerdisplay mit dem Terminal verbunden und kann Fernsehsignale genauso wiedergeben wie verschiedene Computerfunktionen und gelegentlich auch etwas, was das Produktionsteam als gallifreyische Zahlen und Schriftzeichen bezeichnet.
In den Folgen des ersten Doktors beinhaltet der Terminalraum auch eine Maschine, die Essen oder Nahrungseinheiten an den Doktor und seine Assistenten verteilt. Diese Maschine verschwindet nach den ersten Folgen. Seitdem ist manchmal von der Küche der TARDIS die Rede.
Im Fernsehfilm wird der Zugang zum Auge der Harmonie anhand eines Geräts kontrolliert, das ein menschliches Auge zum Öffnen benötigt. Wozu der Doktor eine solche Vorrichtung programmiert, wird in der im Hörspiel The Apocalypse Element der Big Finish Productions rückwirkend erklärt, wo eine Dalekinvasion auf Gallifrey eine Kodierung der Sicherheitsschlösser auf das Netzhautmuster des sechsten Doktors und seiner Assistentin Evelyn Smythe durch die Timelords notwendig macht.
Der sechste Doctor benutzte auch das Handbuch der TARDIS um diese zu reparieren, dargestellt durch ein großes dickes Buch. Der elfte Doctor behauptete später, er habe das Buch in eine Supernova geworfen, da sie unterschiedlicher Meinung waren.

### Verteidigungssystem
Einige andere Funktionen der TARDIS beinhalten ein Kraftfeld und ein „Hostile Action Displacement System“ (HADS), welches das Schiff bei einem Angriff wegteleportieren kann (The Krotons, 1968). Vermutlich existiert dieses Kraftfeld in der erneuerten Serie nicht, da ein externes Gerät in der Folge The Parting of the Ways angeschlossen werden muss. Die „Cloister Bell“ ertönt, wenn eine wilde Katastrophe oder plötzliche Aufrufe, die Kampfstation zu besetzen bevorstehen (Logopolis). Ein weiteres System zum Schutz ist das Verstecken der TARDIS in einer Zeitnische, sodass sie immer eine Sekunde dem Betrachter voraus ist und somit physisch nicht da ist.
Es wird behauptet, das Innere der TARDIS befindet sich in einem Zustand multidimensionaler zeitlicher Anmut (The Hand of Fear, 1976). Der vierte Doktor erklärt, was das bedeutet: dass die Dinge in gewisser Hinsicht nicht existieren, wenn sie in der TARDIS sind. Dies stellt praktischerweise sicher, dass keine Waffen innerhalb der TARDIS benutzt werden können. In Earthshock (1982), The Parting of the Ways und Let´s kill Hitler wurde jedoch im Terminalraum geschossen, d. h. auch diese Funktion stimmt mit nachfolgenden Episoden nicht überein. In der Episode Arc of Infinity plant der fünfte Doktor den zeitlichen Anmutsschaltkreis zu reparieren, wird aber aufgrund der Vorgänge in dieser Geschichte davon abgehalten. In der Folge Gegen die Zeit (2011) behauptet der Doctor die Unmöglichkeit Waffen abzufeuern sei eine intelligente Lüge gewesen.

### Weitere Systeme
Die TARDIS sorgt auch für die Fähigkeit der Besatzung, andere Sprachen zu verstehen und zu sprechen. Diese wird in der Folge The Masque of Mandragora (1976) als ein Geschenk der Timelords beschrieben, welches der Doktor mit seinen Assistenten teilt, wird aber später auf das telepathische Feld in der Folge The End of the World (2005) zurückgeführt. Donna Noble testet die Grenzen dieser Fähigkeit in The Fires of Pompeii indem sie einem Bürger Pompejis gegenüber ein lateinisches Sprichwort aufsagt, was dieser irritiert als keltisch (als Vorläufer zur englischen Sprache) bezeichnet. In The Christmas Invasion wird eröffnet, dass der Doktor selbst integraler Bestandteil dieser Fähigkeit ist. Als der Doktor sich in der Regenerationsphase befindet, kann Rose Tyler den Außerirdischen Sycorax nicht verstehen. In der Folge The Impossible Planet (2006) wird gesagt, dass die TARDIS sogar Geschriebenes übersetzen kann; in dieser Episode war die TARDIS nicht in der Lage, eine außerirdische Schrift zu übersetzen und der Doktor meinte, es liege daran, dass die Schrift unmöglich alt ist. Im Abenteuerroman des neunten Doktors Only Human enthält das telepathische Feld einen Filter, der unerwünschte oder schlechte Sprache durch akzeptierte Bezeichnungen ersetzt. Zudem ist sie im Stande, ein Sauerstofffeld um den Eingang der TARDIS zu generieren, erstmals als solches benannt in The Beast Below (2010), in dem sich Amy Pond wundert, dass sie im Weltraum bei geöffneter TARDIS-Tür atmen kann. Dieses Feld ist folglich nach außen hin von der Gravitation her abgeschirmt, da sonst die Insassen der TARDIS in den Weltraum gesogen werden müssten. Zum Schutz ihrer Insassen kann die TARDIS (Wie in Big Bang (2010) beschrieben) sie in eine Zeitschleife stecken, wenn diese kurz vor einer Katastrophe von äußerer Einwirkung mit Todesfolge stehen, um sie vor selbiger zu schützen. Dies geschieht in jener Folge mit River Song, der späteren Frau des Doktors.
Es gibt Zeiten, da scheint die TARDIS ihren eigenen Verstand zu haben. In der Fernsehserie wird angedeutet, dass die TARDIS lebendig und bis zu einem gewissen Grad intelligent ist (erstmals in The Edge of Destruction) und in Verbindung mit ihrer Besatzung steht; im Fernsehfilm nennt der Doktor die TARDIS sentimental. In The Parting of the Ways hinterlässt der Doktor, im Glauben, er werde nie wieder zurückkehren, eine Botschaft für Rose Tyler, in der er sie darum bittet, die TARDIS sterben zu lassen. Zu einem späteren Zeitpunkt in der gleichen Folge wiederholt Rose den Doktor (Boom Town) und meint, dass die TARDIS lebe. Diese Besonderheit wurde in den Ablegerromanen und -serien weiter herausgearbeitet. Im Hörspiel Omega trifft der Doktor auf eine TARDIS, die nach dem Ableben ihres Timelord stirbt. In The Doctor's Wife (2011) wird das Bewusstsein der TARDIS vorübergehend in einen menschlichen Körper übertragen, was erstmals die Beziehung zwischen dem Doktor und der TARDIS deutlicher sichtbar macht. Auch die gelegentlichen Fehllandungen der TARDIS werden hier unter einem anderen Gesichtspunkt erwähnt, als die TARDIS auf den Vorwurf „Du hast mich nicht immer dorthin gebracht wo ich hin wollte“ („You didn’t always take me where I wanted to go“) entgegnet „Nein, ich habe dich immer dorthin gebracht wo Du hin musstest“ („No, but I always took you where you needed to go“).
In den Romanen kann ein Teil von der TARDIS getrennt werden und unabhängig reisen (Iceberg von David Banks, Sanctuary von David A. McIntee). Dieser Teil der TARDIS sieht wie eine kleine Pagode aus Jade aus und verfügt über eine geringe Reichweite und eingeschränkte Funktionalität, wird aber in den Originalfolgen gelegentlich benutzt, wenn die Haupt-TARDIS außer Betrieb ist. (Eine elektronische Mailingliste des Anbieters Yahoo widmete den Namen „Jade Pagoda“ der Diskussion über die Ablegermedien der Serie.)

## Andere TARDIS
Auch andere TARDIS tauchen in der Fernsehserie auf. Der „Master“ besitzt ein weiterentwickeltes Modell der TARDIS. Ihr Chamäleon-Schaltkreis ist voll funktionsfähig und lässt sie in den verschiedensten Formen erscheinen, beispielsweise als Aktenschrank, Standuhr, Kamin, Ionische Säule oder Eiserne Jungfrau.
Während sich eine TARDIS in einer Anderen materialisieren kann, führt die Belegung zweier TARDISse desselben Ortes zur totalen Vernichtung durch eine „Zeitramme“ („Time Ram“ in The Time Monster). In Logopolis überlistet der Doktor seinen Gegner, den „Master“, indem er seine TARDIS um die des „Masters“ materialisiert und kreiert damit eine „dimensional-rekursive Schleife“ („dimensionally recursive loop“), wobei jede TARDIS innerhalb des anderen Terminalraums erscheint. In der Folge Shada besitzt der Timelord Professor Chronotis eine TARDIS, die als seine Unterkunft auf der Universität Cambridge getarnt ist. In der Episode The Lodger (2010) wird ein gesamtes Obergeschoss als Tarnung für den Versuch des Baus einer TARDIS von einer unbekannten Person generiert.
Weitere Timelords, die TARDISse besitzen, sind der wichtigtuerische Mönch („Meddling monk“) und die Rani. Das Kriegsoberhaupt („War Chief“) stellt der außerirdischen Rasse der „War Lords“ dimensional-transzendente Zeitmaschinen namens SIDRAT (Space and Inter-Dimensional Robot All-purpose Transporter (Raum-und-interdimensionaler Roboter-Allzwecktransporter) nach der in die Romanform übertragenen Geschichte The War Games) zur Verfügung. Im Drehbuch The Chase werden die Raumzeitmaschinen der Daleks DARDIS genannt.
Einige Comics, Romane und Hörspiele handeln auch von gallifreyischen Schlacht-TARDISsen, die ihre Ziele mit Zeittorpedos („time torpedoes“) in der Zeit einfrieren. Die TARDIS der abtrünnigen Zeitlady Iris Wildthymes erscheint in der Form des Londoner Busses Nr. 22 und ist innen kleiner als es von außen erscheint. Die Abenteuerromane über den achten Doktor unterstellen dem zukünftigen Modell Typ 102 TARDIS eine vollständige Empfindungsfähigkeit und die Fähigkeit menschliche Formen anzunehmen (Alien Bodies). Die Assistentin des achten Doktors Laura Tobin ist die erste Typ 102 TARDIS (The Shadows of Avalon) und verfügt über genügend Feuerkraft, um andere TARDISSE zu vernichten (The Ancestor Cell). Der inoffizielle neunte Doktor besitzt in dem zum 40. Jahrestag animierten Webcast Scream of the Shalka eine TARDIS, deren Terminalraum der Steampunkversion des achten Doktors ähnlich sieht.
Im Hörspiel The One Doctor verkörpert der Betrüger Banto Zame den Doktor. Aufgrund unvollständiger Informationen heißt die Kopie der TARDIS (ein Kurzstreckentransporter) Stardis und sieht vielmehr einem „Dixiklo“ ähnlich als einer Polizei-Notrufzelle und ist zudem nicht dimensional transzendental. In Unregenerate! stoppen der siebte Doktor und Melanie Bush ein geheimes Projekt der Timelords, bei dem der Verstand einer TARDIS in die Körper verschiedener außerirdischer Rassen transferiert werden sollte. Dieser Transfer hätte lebende TARDIS-Piloten geschaffen, die den Timelords gegenüber loyal gewesen wären und dafür gesorgt hätten, dass die Timelords die ultimative Kontrolle über jegliche Verwendung von Zeitreisentechnologie anderer Spezies gehabt hätten. Die vor dem Stopp des Projekts geschaffenen Kreaturen brachen selbst auf, um das Universum zu erkunden.
Seit der Zerstörung des Planeten Gallifrey und der Timelords, wie in der wiederbelebten Serie von 2005 festgestellt wird, glaubt der Doktor, dass seine TARDIS die Letzte im Universum ist (Rise of the Cybermen, 2006). Die Beseitigung des Planeten Gallifrey – und daraus ableitend des Auges der Harmonie – könnte auch der Grund für die Notwendigkeit sein, die TARDIS mit Raumzeitloch-Strahlung wieder auffüllen zu müssen (Boom Town). In Rise of the Cybermen konstatiert der Doktor außerdem, dass die TARDIS Energie aus dem Universum bezieht, dazu aber nicht in einer alternativen Realität fähig ist. Es ist erstmals der zwölfte Doktor, welcher vermutet, dass seine TARDIS womöglich doch nicht die letzte existierende ist. In Death In Heaven (2013) mutmaßt er, dass Missy – die weibliche Inkarnation des Masters – für die Umsetzung ihrer Pläne wahrscheinlich eine TARDIS besitzt. In folgenden Auftritten nutzt Missy allerdings Vortexmanipulatoren für Zeitreisen. Erst in The Doctor Falls (2017), wo Missy auf ihre vorherige Inkarnation trifft, wird diese Vermutung bestätigt, wenngleich diese TARDIS nicht in der Folge auftaucht. Zu sehen ist eine TARDIS des Masters erstmals wieder am Ende der Doppelfolge Spyfall (2020), in welcher sie die Form eines Hauses im australischen Outback annimmt (und so auch durch die Luft fliegt) und anders als üblich von innen nicht größer erscheint als von außen.
In einer Ausgabe der britischen Fernseh- und Radiozeitschrift Radio Times von 2006 wird auf einem Bild des Hauptquartiers des Torchwood-Instituts ein Stück einer riesigen Koralle auf dem Schreibtisch Kapitän Jack Harkness’ als das Anfangsstadium einer TARDIS identifiziert. John Barrowman, der den Jack in Torchwood und Doctor Who spielt, bestätigt, dass Jack vermutlich seit 30 Jahren eine TARDIS züchtet. Es wird angenommen, dass er in 500 Jahren mit den Feinarbeiten beginnen kann.

## Weitere Erscheinungsformen

### Ablegermedien
- Die TARDIS ist auch in der Ablegerserie Torchwood, genauer in der Episode End of Days zu hören, wo sie oberhalb des Torchwood-Instituts materialisiert, um „aufzutanken“ und dabei Jack Harkness mitnimmt.
- Sarah Jane Smith hat ein Diagramm der TARDIS auf ihrem Dachboden, zu sehen ist dieses in der Ablegerserie The Sarah Jane Adventures in der Pilotepisode Invasion of the Bane.

### Popkultur
Die TARDIS hat sich außerhalb der Serie in der Kultur des britischen Alltags etabliert, wobei häufig Vergleiche mit dieser gezogen werden. Dabei steht die TARDIS bildhaft oft für alles überraschend Geräumige (z. B. für kleine Autos in der Werbung). Nachfolgend werden einige Beispiele genannt.

#### Filme
- Im Film Bill & Teds verrückte Reise durch die Zeit (1989) reisen die beiden Hauptdarsteller in einer Zeitmaschine, die als Telefonzelle getarnt ist, die im Gegensatz zur TARDIS innen nicht größer ist, als sie von außen erscheint, was zu einem humorvollen Effekt führt, da sie überfüllt wird.
- In der Komödie Gegen die Brandung (1995) sagt JC, gespielt von Sean Pertwee (Sohn vom Schauspieler des dritten Doktors Jon Pertwee) über seinen kleinen Wohnwagen, dass er innen viel größer ist als die TARDIS.
- In der Millenniumproduktion von Blackadder: Back and Forth (1999) reisen die neueste Inkarnation des gleichnamigen Antihelden und sein Diener Baldrick in einer Zeitmaschine, gestaltet von Leonardo da Vinci, die der TARDIS ähnlich sieht, aber innen nicht größer ist, als es von außen erscheint.
- Im Musikfilm Spiceworld gehen die Spice Girls mit einem Bus auf Tournee, der innen größer ist als von außen und dessen innere Gestaltung von der TARDIS inspiriert ist.

#### Serien
- Die TARDIS erscheint im Hintergrund in der Folge „Marooned“ in der britischen Sciencefictionserie Red Dwarf (in einer Ecke am Startplatz des Starbugraumschiffs).
- Eine Episode der britischen Sitcom Chelmsford 123 beinhaltet eine kurze Szene, in der die TARDIS im Großbritannien in römischer Zeit im Jahr 123 erscheint und die Silhouette des Doktors herauseilt und im Wald uriniert.
- Ein TARDIS-Terminal ist auch auf der Brücke der Terra Venture in der Staffel Power Rangers: Lost Galaxy der Fernsehserie Power Rangers zu sehen.
- In der Episode Das Zeitportal der Fernsehserie Star Trek: Deep Space Nine benutzt Chief O’Brien neben anderen Geräten ein sechseckiges Terminal mit einem nach außen gerichteten Bedienungsfeld (sichtbar im Hintergrund) bei seinen Anstrengungen seine Tochter aus dem Zeitportal zurückzuholen.
- Eine Episode aus Star Trek: Enterprise mit dem Titel Die Zukunft (ENT 2.16) ist eine Hommage an die TARDIS, bei der die Besatzung der Enterprise auf ein Zeitraumschiff trifft, welches im Inneren größer ist als es von außen aussieht.
- In der sechsten Folge der kurzlebigen britischen Serie Crime Traveller ist eine alte Polizei-Notrufzelle zu sehen (und wird indirekt kommentiert).
- Der vierte Doktor und die TARDIS erscheinen kurz in einer Episode von Robot Chicken.
- In der Serie Marvels Agents of S.H.I.E.L.D. wird Agent Simmons in einer Folge gefragt, was sich in einer Kiste am Strand einer einsamen Insel befindet, worauf sie mit „Die TARDIS“ antwortet.
- Die TARDIS wurde im Laufe der Jahre oft parodiert, z. B. in einigen Episoden der US-amerikanischen Zeichentrickserie Die Simpsons oder in einer Folge der US-amerikanischen Fernsehserie Alf.
- In der 8. Episode der 7. Staffel der Serie Navy CIS erwähnt Special Agent McGee die TARDIS.
- Die Tardis wird in der Serie The Librarians, Staffel 2, F. 10 Die Reise in die Vergangenheit, im Raum der Zeitmaschinen unter einem Tuch kurz enthüllt.
- In der Webserie Carmilla hat Laura Hollis einen Kaffeebecher in der Form der TARDIS

#### Comics
- Die TARDIS erscheint abgestellt und unbeachtet in einer Ecke in Doctor Stranges Arbeitszimmer in einer Romangeschichte aus Marvel Mangaverse, veröffentlicht von Marvel Comics 2002. Der Hauptkünstler und Erfinder dieser Comicserie Ben Dunn, ist ein Doctor-Who-Fan und hat auch die Gestalt einer Figur mit den Zügen des Doktors im Comic Ninja High School ausgestattet.
- Im Webcomic Player vs. Player von Scott Kurtz gesteht Brent Sienna seiner Verlobten Jade Fontaine, dass er entgegen der Abmachung vor der Hochzeit eine größere Ausgabe getätigt habe. Es handelt sich um eine TARDIS.[8]
- Im Comic Nummer 10 Time Travel with Discord zur Serie My Little Pony – Friendship is Magic ruft Discord, der einen Fez trägt, eine eckige Zeitmaschine und bemerkt, dass sie innen kleiner ist: „It's smaller on the inside“. Als er die Tür öffnet, steht vor ihm ein Pony namens Time Tuner, das Ähnlichkeit mit dem zehnten Doktor hat. Diesen befördert Discord hinaus mit dem Kommentar „There are too many References in this Bit already“.

#### Musik
- 1988 veröffentlichte die Band The Justified Ancients of Mu Mu (später unter dem Namen The KLF bekannt) die Single Doctorin' the Tardis unter dem Namen The Timelords und wurde ein Nummer-eins-Hit in Großbritannien. Das Lied ist eine Mischung aus Gary Glitters Musikstück Rock and Roll, dem Titel Blockbuster von The Sweet und der Titelmusik aus Doctor Who, mit einigen wenigen von den Daleks inspirierten Klängen und Harry Enfields Hit seiner Figur Loadsamoney, inklusive eines Originalsamples der Titelmusik, komponiert von Ron Grainer. In ihrem anschließend veröffentlichten Buch The Manual (How to have a number one – the easy way), in dem sie an diesem Beispiel detailliert beschrieben, wie man aus einer Handvoll Samples einen Nummer-eins-Hit konstruiert, gingen The KLF auch auf die Rolle ein, die der enorm große Bekanntheitsgrad von Doctor Who und der TARDIS für den Charterfolg des Stücks gespielt hatte: Der Refrain „Doctor Who, hey Doctor Who/Doctor Who, in the Tardis …“ sei natürlich Blödsinn, aber jeder junge Mann im ganzen Land unterhalb eines gewissen Alters stellte instinktiv eine Verbindung zu dem Inhalt her. Die etwas älteren benötigten einige Biere […][9]
- Die TARDIS wird auch im Liedtext von How Long's A Tear Take To Dry? von The Beautiful South (aus ihrem Album Quench) erwähnt und im Liedtext All Things To All Men von The Cinematic Orchestra (mit musikalischer Unterstützung von Roots Manuva).
- Kylie Minogue benutzt das Geräusch der materialisierenden TARDIS auf ihrer Tour „Showgirl Homecoming“ als Einleitung für das Lied „Light Years“.
- Die britische Band Radiohead verwendet die TARDIS als Metapher in ihrem Song Up On The Ladder, welcher auf der Bonus-CD zum Album In Rainbows erschien: I'm stuck in the TARDIS / Trapped in hyperspace / One minute, snake charming / The next in a motorcade

#### Software
- Im Computer-Rollenspiel Fallout gibt es eine TARDIS in einem Easter Egg, das an einem entlegenen Teil der Wüste erscheint und, sobald sich jemand nähert, wieder verschwindet.[10]
- Das MMORPG Asheron's Call benutzt die TARDIS auf ähnliche Weise.[11]
- In Cylon Attack, einem Computerspiel für den BBC Micro von A&F, durchkreuzt die TARDIS ab und zu den Bildschirm und ist zudem unverwundbar.
- Tardis war Mitte der 1990er auch der Name eines Zeitserver-Programms, welches eine Polizei-Notrufzelle als Bildschirmsymbol benutzte. Eine Version dieses Timeservers ist heute noch erhältlich.
- In der Street-View-Ansicht von Google Maps lässt sich die Polizeinotrufbox, die vor der U-Bahn-Station Earl’s Court in London auf der Earl’s Court Road steht, durch Einzoomen betreten und zeigt eine TARDIS-Innenansicht.[12]
- Im Videospiel „Assassin´s Creed Origins“ (2017), das im alten Ägypten spielt, kann auf dem Grund des Nils eine versteinerte Tardis gefunden werden, aus deren Türöffnung ein abgetrenntes Bein ragt.

#### Arbeitswelt
- Bei Radiosendern der Australian Broadcasting Corporation, ist eine Tardis Booth ein kleines Studio, wo ein Interviewpartner oder Reporter an einem Radioprogramm in einer anderen Stadt oder Zeitzone teilnehmen kann. Es wird so genannt, weil es den Beteiligten dahin transportiert, wo sich das Interview befindet.[13]
- Seit 1986 werden alle Arbeitsplätze in der Abteilung Informationstechnik und Elektrotechnik von Sun UNIX in der ETH Zürich Tardis genannt.[14]
- Das Tardis Project ist eine 1987 von Studenten gegründete und betriebene EDV-Anlage von UNIX in der Informatikabteilung (heute University of Edinburgh School of Informatics) in der Universität Edinburgh.[15] Die Namenswahl fiel auf Tardis Project, da der erste Computer des Projekts ein GEC-63 war, ein Minirechner in einem riesigen blauen Gehäuse, ähnlich der TARDIS.

#### Wissenschaft
- Im Rahmen der Foton-M3-Mission führte die ESA ein Experiment zur Überlebensfähigkeit von Bärtierchen (engl. „Tardigrades“) im offenen Weltraum durch. Dieses Experiment erhielt den Namen „TARDIS“ (Tardigrades in Space).[16]
- Die TARDIS wurde im Weltraum verewigt:
  - Zu Ehren der TARDIS heißt ein Asteroid (3325) TARDIS.[17]
  - Die NASA benannte ein Sternbild nach der TARDIS.[18][19]

#### Sonstiges
- Die Ähnlichkeit der Polizei-Notrufzelle mit einem mobilen Klo führt oft zu TARDIS-Parodien (wie z. B. in dem oben genannten Hörspiel The One Doctor); in der britischen Comedytournee Bottom Live 2003 bezeichnet die Figur des Adrian Edmonson seine Erfindung, eine zeitreisende Toilette, als „TURDIS“.
- Bei der Beantwortung von Kinderfragen in einer Folge des Kinderprogramms Blue Peter im Oktober 2006 verglich der Premierminister Tony Blair auf die Frage, ob sein offizieller Wohnsitz in der 10 Downing Street innen größer ist, als es von der Straße aus aussieht, mit der TARDIS, den er auch als die TARDIS bezeichnet.[20]
- TARDIS ist auch der Name zweier Radardisplays: eines für die Flughäfen, dessen Akronym für Terminal Automated Radar Display and Information System steht[21] und ein anderes für den Kampfflugzeugtyp Panavia Tornado, hier ein Akronym für Tornado Advanced Radar Display Information System.[22] Ob die Findung der Akronyme von der Serie Doctor Who beeinflusst wurde, ist unklar.
- Während der Eröffnungsfeier der Olympischen Sommerspiele in London 2012 war während eines Beitrags zur britischen Popkultur auch die Tardis im Hintergrund zu hören.

### Merchandising
Da die TARDIS den höchsten Wiedererkennungswert in Verbindung mit der Serie Doctor Who hat, wird sie bei vielen Merchandiseartikeln genutzt.
Es werden verkleinerte TARDIS-Modelle mit Doctor-Who-Puppen und Action-Figuren in verschiedenen Größen hergestellt, einige mit Soundeffekten und es gibt von Fans gebaute Polizei-Notrufzellen in voller Größe. Auch wurden Videospiele, Spielzelte für Kinder, Spielkisten, Keksdosen, Bücherstützen, Schlüsselbunde und sogar eine Flasche Badeschaum in TARDIS-Form des Doktors gestaltet. Die Video-Veröffentlichung von The Trial of a Time Lord 1993 beinhaltete eine besondere Ausgabe in Dosenform ähnlich der TARDIS.
Mit der Neubelebung der Serie 2005 kam ein von Cod Steaks Ltd. (ein in Bristol gegründetes Modellherstellerunternehmen) entwickelter 55 cm hoher TARDIS-förmiger DVD/CD-Schrank inklusive passenden Regalen auf den Markt. Andere Merchandiseartikel der erneuerten TARDIS-Serie sind eine Münzkiste und eine TARDIS, die Klingeltöne von Mobiltelefonen ermitteln und aufblinken, wenn ein Anruf aufgespürt wird, eine TARDIS-Reißverschlussgarderobe („Zipperdrobe“) (eine Garderobe aus Stoff) ebenso wie ein Kinderbuch, das „TARDIS Manual“, welches Informationen über das Schiff und eine Bastelvorlage aus Pappe enthält. Die DVD-Hülle der kompletten Staffel (2005) sieht der TARDIS ähnlich.
Ein Modell der TARDIS aus der Fernsehproduktion der 1970er Jahre wurde für £10.800 auf einer Auktion im Dezember 2005 verkauft.